# Jedlnik (wzgórze)
Jedlnik – wzgórze w południowo-zachodniej Polsce, we Wzgórzach Strzelińskich, na Przedgórzu Sudeckim.